# Björntjärnen (Ytterlännäs socken, Ångermanland)
Björntjärnen är en sjö i Kramfors kommun i Ångermanland och ingår i Ångermanälven-Gådeåns kustområde. Sjön har en area på 0,117 kvadratkilometer och ligger 326,4 meter över havet. Sjön avvattnas av vattendraget Masbäcken.

## Delavrinningsområde
Björntjärnen ingår i det delavrinningsområde (698292-158708) som SMHI kallar för Utloppet av Björntjärnen. Medelhöjden är 341 meter över havet och ytan är 0,56 kvadratkilometer. Det finns inga avrinningsområden uppströms utan avrinningsområdet är högsta punkten. Masbäcken som avvattnar avrinningsområdet har biflödesordning 3, vilket innebär att vattnet flödar genom totalt 3 vattendrag innan det når havet efter 20 kilometer. Avrinningsområdet består mestadels av skog (35 procent). Avrinningsområdet har 0,12 kvadratkilometer vattenytor vilket ger det en sjöprocent på 20,6 procent.